# 미야토촌
미야토촌(宮戸村)은 미야기현 해안부의 미야토섬에 있던 촌이다. 현재의 히가시마쓰시마시에 해당한다.

## 역사
- 1889년 4월 1일 - 정촌제 시행에 수반해, 모노군 미야토촌 단독으로 자치체를 형성하였다.
- 1955년 4월 1일 - 노비루촌, 오노촌과 신설합병해, 나루세정이 되었다. 동일 미야토촌이 폐지되었다.

## 참고문헌
- 『宮城県町村合併誌』（宮城県地方課、1958年）